# 臨潭県
臨潭県（りんたん-けん）は中華人民共和国甘粛省甘南チベット族自治州に位置する県。県人民政府の所在地は城関鎮。

## 歴史
臨潭県の歴史は古く、新石器時代には早くも人類が居住して繁栄しており、唐には洮州と呼ばれ、唐から吐蕃を結ぶ唐蕃古道の要衝とされていた。前漢は災害犠牲者を臨洮に移し、中原の高度な生産技術・文化・芸術をもたらした。朱泚の乱と呼ばれる蜂起を平定し市街を再生した李晟・李愬の父子も当地出身だった。
北周により設置された汎潭県を前身とする。591年（開皇11年）、隋により臨潭県と改称された。伝説によると、土地は水潭の近くにあったため、その名前が付けられた。
西晋のとき、吐谷渾部族は洮陽城を占領し、寺院を建設し、仏教を信仰していた（牛頭城遺跡）。明代の洪武12年（1379年）、明の将軍沐英が軍を率い西征し、洮州衛城（洮州衛）と呼ばれる新街区を建設した。
洮州では著名な「茶馬互市」と呼ばれる、市は宋代に始まり、明代に栄えた。清代に洮州庁となった。
清末の回民蜂起（ドンガン人の蜂起）では明代からの建築などが破壊された。
中華民国になり、再び臨潭県となった。1953年に県庁が旧市街（現在の城関鎮）に置かれたが、新市街（現在の新城鎮）も残った。
文化大革命では鐘楼も破壊された。

## 行政区画
11鎮、3郷、2民族郷を管轄：
- 鎮：城関鎮、新城鎮、冶力関鎮、羊永鎮、王旗鎮、古戦鎮、洮浜鎮、八角鎮、流順鎮、店子鎮、羊沙鎮
- 郷：朮布郷、三岔郷、石門郷
- 民族郷：卓洛回族郷、長川回族郷

## 観光
- 冶海氷図
- 石門金鎖
- 洮水（洮河）
- 迭山
- 黒嶺喬松
- 朶山玉筍
- 玉兔臨凡
- 蓮峰聳秀

## 人口動態
県総人口は約16万人（2014年）。漢族、回族、チベット族、モンゴル族、ドンシャン族、トゥ族、満州族、ミャオ族、リー族、サラール族等15の民族が居住している。少数民族人口は4.1万人、総人口の28%を占める。